# Meguro (Kawasaki)
 (octobre 2023).
Si vous disposez d'ouvrages ou d'articles de référence ou si vous connaissez des sites web de qualité traitant du thème abordé ici, merci de compléter l'article en donnant les références utiles à sa vérifiabilité et en les liant à la section « Notes et références ».
Pour l'arrondissement de Tokyo, voir Meguro.
Meguro est une ancienne marque de motos japonaise. Elle a débuté en 1937 avec un 500 cm3 monocylindre produit à Tokyo, dans le quartier de Meguro. Le groupe Kawasaki Heavy Industries, qui produisait des modèles sous sa marque, a absorbé Meguro en 1964. Les premières Kawasaki n'étaient en fait que des Meguro déguisées.